# Krzysztof Zawadzki
Krzysztof Zawadzki (ur. 24 sierpnia 1970 w Lwówku Śląskim) – polski aktor teatralny, telewizyjny i filmowy.

## Życiorys
Studiował na Wydziale Aktorskim w krakowskiej Państwowej Wyższej Szkole Teatralnej im. Ludwika Solskiego, którą ukończył w 1997. Tuż przed ukończeniem studiów zadebiutował w sztuce Tadeusza Słobodzianka Obywatel Pekoś w reżyserii Mikołaja Grabowskiego na scenie Teatru im. Juliusza Słowackiego w Krakowie, z którym związał się na stałe. Zagrał szekspirowską tytułową postać w spektaklu Hamlet (2000–2001) w reżyserii Krzysztofa Jasińskiego w Krakowskim Teatrze Sceny STU.
Za kreację Księcia Lwa Nikołajewicza Myszkina w przedstawieniu według Fiodora Dostojewskiego Idiota (2002–2003) w reżyserii Barbary Sass otrzymał nagrodę Ludwika przyznawaną przez krakowskie środowisko artystyczne oraz uhonorowany został nagrodą Złotej Maski przyznaną najpopularniejszemu w 2002 aktorowi scen krakowskich w plebiscycie publiczności. W 2004 za rolę Gustawa-Konrada w spektaklu Adama Mickiewicza Dziady. Gustaw-Konrad w reżyserii Macieja Sobocińskiego odebrał nagrodę aktorską na Opolskich Konfrontacjach Teatralnych „Klasyka Polska”. Można go było zobaczyć także na scenie krakowskiego Starego Teatru im. Heleny Modrzejewskiej w roli Duncana w sztuce szekspirowskiej Makbet (2007) w reżyserii Andrzeja Wajdy oraz w blisko siedmiogodzinnym spektaklu Krystiana Lupy Factory 2 (2008), zbiorowej fantazji zainspirowanej twórczością Andy’ego Warhola jako Malanga i Candy.
Szeroka publiczność zapamiętała go jako prawnika mecenasa Macieja Depczyka, syna docenta Dariusza Depczyka (Marek Barbasiewicz), męża Agaty Kwiecińskiej (Dorota Segda) w serialu TVP2 Na dobre i na złe (2002–2005). Pierwsze kroki na dużym ekranie stawiał melodramatem Izabelli Cywińskiej Kochankowie z Marony (2005) w roli pacjenta sanatorium zakochanego w wiejskiej nauczycielce (Karolina Gruszka).
28 kwietnia 2006 w nocy, po premierze spektaklu Juliusza Słowackiego Kordian w Teatrze im. Juliusza Słowackiego w Krakowie, został napadnięty pod domem na ulicy Szlak i dotkliwie pobity. Trafił do szpitala, gdzie 29 kwietnia lekarze zoperowali mu połamaną szczękę. Przez kilka tygodni po napaści Krzysztof Zawadzki nie mógł występować w żadnym spektaklu.
Jest żonaty z aktorką Małgorzatą Zawadzką.

## Filmografia

### Filmy
- 2005: Kochankowie z Marony – Janek
- 2006: Kilka fotografii – Wojtek, mąż Magdy
- 2008: Senność – Robert
- 2008: Lejdis – dr Mirski
- 2017: Ach śpij kochanie – „hiszpański wąsik”
- 2020: Maryjki – ginekolog
- 2021: Mieliśmy tylko siebie (film krótkometrażowy) – Filip

### Seriale
- 2007: Prawo miasta – Paweł Adamiak, trener Jagi
- 2007: Niania – Philippe (odc. 68)
- 2002–2005, 2008: Na dobre i na złe – mecenas Maciej Depczyk
- 2011: Głęboka woda – Leszek, syn Bogusi (odc. 4)
- 2011: Siła wyższa – aspirant Helski
- 2012: Przyjaciółki – anestezjolog Darek (odc. 2)
- 2019: Znaki – turysta Adam
- od 2022: Nieobecni – Bogdan Rożniak[2]

## Odznaczenia
- 2025 Brązowy Medal "Zasłużony Kulturze Gloria Artis"[3]